# Wissenschaftliches Zentrum des Zivilschutzes

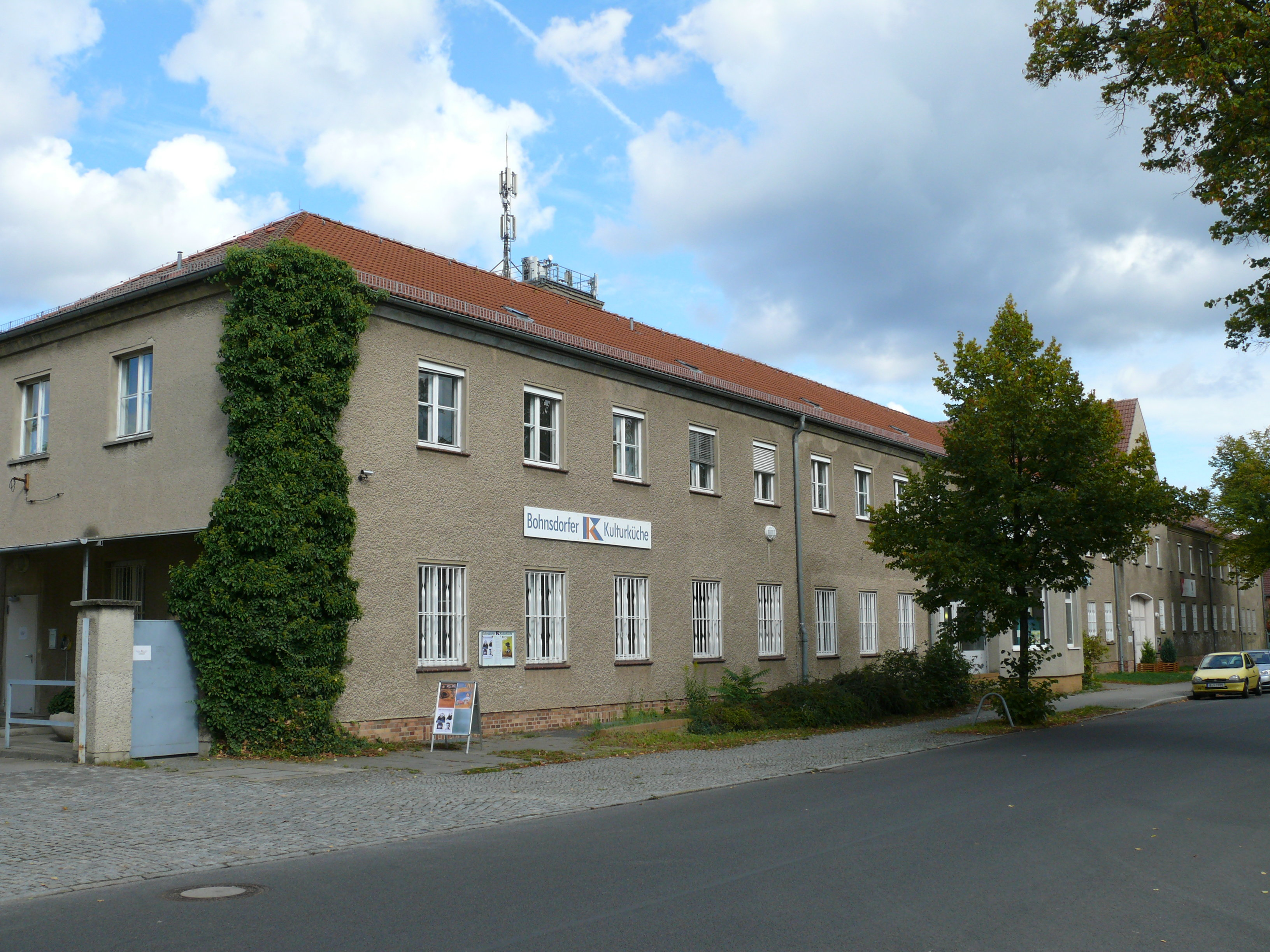
Das Gebäude in der Dahmestraße heute

Das Wissenschaftliche Zentrum des Zivilschutzes befand sich von den 1970er Jahren bis 1989 in dem Gebäude im Treptower Ortsteil Bohnsdorf in Berlin. Es war dem Ministerium des Inneren (MdI) unterstellt. Außerdem war dort die „Radiologische Werkstatt“ des MdI untergebracht.

## Aufgaben
Das Wissenschaftliche Zentrum des Zivilschutzes hatte folgende Aufgaben:
- Erforschung von:
  - Dekontaminationsmöglichkeiten von Trinkwasser und Lebensmitteln auf physikalischem Wege
  - Schutzmaßnahmen bei Einsatz chemischer Kampfstoffe
- Ausbildung der Laborleiter in den Bezirken hinsichtlich der Gefahren durch chemische Kampfstoffe
- Erforschung von Fragen der Sicherstellung der Versorgung im Verteidigungsfall

In der radiologischen Werkstatt wurden Strahlenmessgeräte gewartet und geeicht.

## Verwendete Kampfstoffe
Im Rahmen der Forschungsaufgaben wurde dort mit folgenden Kampfstoffen experimentiert:
- Hautkampfstoffe (Loste)
- Nervenkampfstoffe (u. a. Sarin, Soman und VX)

Bis zum 6. Juli 1990 befanden sich noch ca. 660 g Sarin, 523 g Soman und 124 g VX-Kampfstoffe in einem Sonderraum. Diese Kampfstoffe wurden an diesem Tag abtransportiert und anschließend vernichtet.

## Weitere Verwendung des Objektes
Für die 1950er Jahre war das Objekt Dahmestraße 33–35 als Feuerwache ausgewiesen, so 1955 als Berufsfeuerwache und 1959 als Wache der Freiwilligen Feuerwehr
Bis zum 3. Oktober 1990, dem Tag der Deutschen Einheit, befand sich in der Dahmestraße 33 die Film- und Bildstelle des Ministeriums des Innern.
Am 17. Januar 1997 wurde dort das soziokulturelle Zentrum „Kulturküche Bohnsdorf“ eingeweiht. Außerdem befinden sich auf dem Gelände die Stadtteilbibliothek, der Kiezklub Bohnsdorf und das Tiefbauamt Treptow-Köpenick.